# Charles Dance
Walter Charles Dance (ur. 10 października 1946 w Redditch) – angielski aktor filmowy, teatralny i telewizyjny, scenarzysta i reżyser.

## Życiorys

### Rodzina i wykształcenie
Urodził się w Redditch w hrabstwie Worcestershire jako syn Eleanor Marion (z domu Perks), kucharki, i Waltera Dance’a, inżyniera elektryka, który wcześniej służył podczas wojny burskiej w RPA. Dorastał w Plymouth. Uczęszczał do szkoły dla chłopców Widey Technical School. Potem kształcił się w Plymouth College, a następnie studiował grafikę i fotografię w The Leicester College of Arts (późniejszy Uniwersytet De Montfort).
W 1970 ożenił się z Joanną Haythorn, z którą ma syna Olivera i córkę Rebeccę. W 2004 para się rozwiodła. W 2008 aktor związał się z rzeźbiarką Eleanor Boorman, z którą ma córkę Rose.

### Kariera
W 1975 zaczął grać w sztukach szekspirowskich, pozostawał związany z Royal Shakespeare Company. Występował w adaptacjach Hamleta, Ryszarda III, Henryka V i innych. W telewizji zadebiutował w 1974 w serialu Father Brown. Grał następnie m.in. w sitcomie BBC Absolutnie fantastyczne. Popularność uzyskał dzięki roli Guya Perrona w serialu Klejnot w koronie, poświęconemu ostatniemu okresowi brytyjskiego panowania w Indiach. Otrzymał wówczas nominację do nagrody BAFTA. W 1989 zagrał Iana Fleminga w poświęconym pisarzowi telewizyjnym filmie biograficznym Goldeneye.
W produkcji kinowej pojawił się w 1980 w niewielkiej roli Clausa w filmie z serii o przygodach Jamesa Bonda Tylko dla twoich oczu w reżyserii Johna Glena. W 1990 zagrał tytułową postać w telewizyjnej adaptacji powieści Upiór w operze. Za zagraną w kanadyjsko-francuskim dramacie Kabloonak z 1994 rolę Roberta Flaherty’ego, autora filmu dokumentalnego z 1922, który spędził wiele czasu na dalekiej północy Ameryki, Charles Dance odebrał nagrodę na festiwalu filmowym w Paryżu. Wraz z całym zespołem aktorskim dramatu obyczajowego Roberta Altmana Gosford Park z 2001 otrzymał nagrodę Screen Actors Guild. W opartym na powieści Karola Dickensa serialu telewizyjnym produkcji BBC Samotnia z 2005 wcielił się w postać pana Tulkinghorna, za którą to rolę był nominowany do nagrody Emmy. W 2011 dołączył do obsady serialu Gra o tron, wcielając się w postać Tywina Lannistera.
W 2004 zadebiutował jako reżyser i scenarzysta dramatu Lawendowe wzgórze z udziałem m.in. Maggie Smith i Judi Dench. W grze komputerowej Wiedźmin 3: Dziki Gon podłożył głos postaci Emhyra var Emreis.

## Odznaczenia
- Oficer Orderu Imperium Brytyjskiego (2006)[10]

## Filmografia

### Filmy
| Rok  | Tytuł                                               | Rola                     |
| ---- | --------------------------------------------------- | ------------------------ |
| 1980 | Very Like a Whale                                   | gość na przyjęciu        |
| 1981 | Tylko dla twoich oczu                               | Claus                    |
| 1983 | The Last Day                                        | Alan                     |
| 1985 | Obfitość                                            | Raymond Brock            |
| 1986 | Złote dziecko                                       | Sardo Numspa             |
| 1987 | Hidden City                                         | James Richards           |
| 1987 | Dzień dobry, Babilonio                              | D.W. Griffith            |
| 1988 | Biała intryga                                       | Josslyn Hay              |
| 1988 | Out of the shadows                                  | Michael Hayden           |
| 1988 | Wyspa Pascaliego                                    | Anthony Bowles           |
| 1989 | Goldeneye                                           | Ian Fleming              |
| 1992 | La Valle di pietra                                  | geometra                 |
| 1992 | Obcy 3                                              | Jonathan Clemens         |
| 1993 | Century                                             | profesor Mandry          |
| 1993 | Bohater ostatniej akcji                             | Benedict                 |
| 1994 | Na skróty do raju                                   | Quinn                    |
| 1994 | Człowiek z daleka                                   | Robert Flaherty          |
| 1994 | Porcelanowy księżyc                                 | Rupert Munro             |
| 1995 | Exquisite Tenderness                                | dr Ed Mittlesbay         |
| 1996 | Kowboje przestrzeni                                 | Nabel / Macanudo         |
| 1996 | Niebezpieczne prądy                                 | Lyle Yates               |
| 1996 | Michael Collins                                     | Soames                   |
| 1996 | W obliczu zagłady (In the Presence of Mine Enemies) | Kapitan Richter          |
| 1997 | The Blood Oranges                                   | Cyril                    |
| 1998 | Hilary i Jackie                                     | Derek Du Pré             |
| 1999 | Don’t Go Breaking My Heart                          | Frank                    |
| 2000 | Justice in Wonderland                               | Neil Hamilton            |
| 2001 | Gosford Park                                        | lord Raymond Stockbridge |
| 2001 | Jurij                                               | ojciec Jurija            |
| 2001 | The Life and Adventures of Nicholas Nickleby        | Ralph Nickleby           |
| 2001 | Ciemnoniebieski świat                               | Bentley                  |
| 2002 | Black and White                                     | Roderic Chamberlain      |
| 2002 | Ali G                                               | David Carlton            |
| 2003 | Labyrinth                                           | Charles Lushington       |
| 2003 | Krwawy tyran – Henryk VIII                          | książę Buckingham        |
| 2003 | City and Crimes                                     | Cox William              |
| 2003 | Basen                                               | John Bosload             |
| 2004 | Święty Jan Bosco                                    | Marchese Clementi        |
| 2004 | When Hitler Invaded Britain                         | narrator (głos)          |
| 2005 | Last Rights                                         | Wheeler                  |
| 2005 | Titanic: Birth of a Legend                          | narrator (głos)          |
| 2006 | Scoop – Gorący temat                                | pan Malcolm              |
| 2006 | Miłosna układanka                                   | Michael Harbinson        |
| 2006 | Do dwóch razy sztuka                                | mistrz ceremonii         |
| 2007 | Intervention                                        | detektyw                 |
| 2007 | Consenting Adults                                   | John Wolfenden           |
| 2007 | Zamachowiec                                         | Andrew Windsor           |
| 2010 | Śmierć w blasku sławy                               | Aleksandr Borinski       |
| 2011 | Żelazny rycerz                                      | arcybiskup Langton       |
| 2011 | Gdy budzą się demony                                | pan Solano               |
| 2011 | Wasza wysokość                                      | król Tallious            |
| 2012 | Midnight’s Children                                 | William Methwold         |
| 2012 | St George’s Day                                     | Trenchard                |
| 2012 | Underworld: Przebudzenie                            | Thomas                   |
| 2013 | Patrick                                             | dr Roget                 |
| 2013 | Rysiek Lwie Serce                                   | Legantir (głos)          |
| 2014 | Dracula: Historia nieznana                          | mistrz wampirów          |
| 2014 | Gra tajemnic                                        | Alastair Denniston       |
| 2015 | Victor Frankenstein                                 | Frankenstein             |
| 2015 | Złota dama                                          | Sherman                  |
| 2015 | Admirał                                             | Karol II                 |
| 2015 | System                                              | major Grachev            |
| 2016 | Ghostbusters. Pogromcy duchów                       | Harold Filmore           |
| 2016 | Underworld: Wojny krwi                              | Thomas                   |
| 2016 | Zanim się pojawiłeś                                 | Stephen Traynor          |
| 2016 | Duma i uprzedzenie, i zombie                        | pan Bennet               |
| 2016 | Despite the Falling Snow                            | stary Alexander          |
| 2017 | That Good Night                                     | gość                     |
| 2017 | Euforia                                             | pan Daren                |
| 2018 | Johnny English: Nokaut                              | agent Siedem             |
| 2018 | Happy New Year, Colin Burstead                      | Bertie                   |
| 2019 | Tajemnica pieczęci smoka                            | lord Dudley              |
| 2019 | Godzilla II: Król potworów                          | Jonah Alan               |
| 2019 | Fanny Lye wybawiona                                 | John Lye                 |
| 2020 | Mank                                                | William Randolph Hearst  |
| 2020 | Księga wizji                                        | dr Johan Anmuth          |
| 2021 | King’s Man: Pierwsza misja                          | generał Kitchener        |
| 2022 | Słońce nad horyzontem                               | Jacob                    |

### Seriale TV
- 1974: Father Brown jako komendant Neil O’Brien
- 1975: Edward VII jako książę Eddy
- 1977: The Professionals jako Parker
- 1977: Raffles jako Teddy Garland
- 1979: Tales of the Unexpected jako Robert Smythe
- 1990: Play for Today jako Colin
- 1982: Mróz w maju jako Reynaud Callaghan
- 1982: Nancy Astor jako Edward Hartford-Jones
- 1984: Klejnot w koronie jako Guy Perron
- 1985: Thunder Rock jako Charleston
- 1987: Out on a Limb jako Gerry Stamford
- 1988: First Born jako Edward Forester
- 1989: Mission: Impossible jako premier
- 1990: Upiór w operze jako Upiór
- 1997: Rebeka jako Maxim de Winte
- 1997: Trial & Retribution jako Greg Harwood
- 2000: Murder Rooms: Mysteries of the Real Sherlock Holmes jako sir Henry Carlyle
- 2002: Detektyw Foyle jako Guy Spencer
- 2003: Looking for Victoria jako Charles Greville
- 2005: Na koniec świata jako sir Henry Somerset
- 2005: Samotnia jako pan Tulkinghorn
- 2005: Złodziejka jako pan Christopher Lilly
- 2006: Agatha Christie: Panna Marple jako Septimus Bligh
- 2007: Fallen Angel jako David
- 2008: Przygody Merlina jako Aredian
- 2009: Trinity jako dr Edmund Maltravers
- 2010: Piekło pocztowe jako lord Vetinari
- 2010: This September jako Edmund Aird
- 2011: Nibylandia jako dr Richard Fludd
- 2011: Gra o tron jako Tywin Lannister
- 2012: Secret State jako John Hodder
- 2012: Kontra: Operacja Świt jako Conrad Knox
- 2013: Common Ground jako Floyd
- 2014: The Great Fire jako lord Denton
- 2015: I nie było już nikogo jako sędzia Lawrence Wargrave
- 2015: Deadline Gallipoli jako sir Ian Hamilton
- 2015: Koniec dzieciństwa jako Karellen
- 2018: Hang Ups jako Jeremy Pitt
- 2018: Mała doboszka jako komandor Picton
- 2018: The Woman in White jako Frederick Fairlie
- 2019: The Widow jako Martin Benson
- 2019: The Crown jako lord Louis Mountbatten
- 2020: Singapurskie kleszcze (The Singapore Grip) jako pan Webb
- 2021: The Sandman jako Roderick Burgess